# Офер Нісим
Офер Нісим, (івр. עופר ניסים; l* 16 квітня 1964, Тель-Авів, Ізраїль) — ізраїльський Ді-джей, ремікшер і саунд-продюсер. Нісим чотири рази потрапляв щорічно Top 100 журналу DJ Magazine's як кращий діджей: в 2006-му (29-е місце), в 2007-му (56-е місце), в 2008-му (51-е місце) і в 2009-му (43-е місце). У 2012-му Нісим зробив офіційний ремікс на сингл Мадонни «Girl Gone Wild». Потім він отримує персональне запрошення від співачки взяти участь в її турі The MDNA Tour в якості розігріву в Ізраїлі і Туреччині. Діджей добре відомий своєю підтримкою ЛГБТ-спільноти, до якої належить, і своїми регулярними сетами для геїв в Ізраїлі.

## Дискографія

### Альбоми
2002 — Excited

2004 — Searching (2CD's) 

2005 — First Time (ft. Maya Simantov) 

2005 — The Remixes 

2006 — Second Time (ft. Maya Simantov) (2CD's) 

2007 — Forever Tel-Aviv (2CD's) 

2008 — Happy People (2CD's)

2009 — Happy People (Winter Edition)

2009 — Remixed (2CD's) 

2010 — Pride All Over

2010 — Over You (ft. Maya Simantov)
2017 — Love

2020 — SuperNatural